# Dieskant
Dieskant is een gehucht  in de gemeente 's-Hertogenbosch, in de Nederlandse provincie Noord-Brabant. Het gehucht hoorde tot 1971 bij de gemeente Empel en Meerwijk.
Dieskant ligt op de oostelijke oever van de Dieze in de Henriëttewaard. Ten zuiden van het gehucht, lag vroeger het Fort Dieze, die als doel had om de nabijgelegen Diezebrug te bewaken tijdens het Beleg van 's-Hertogenbosch. Dit fort lag op de landtong bij de brug van de A59 over de Dieze.
Noord-Brabant: Steden en dorpen      Nederland: Provincies · Gemeenten